# Erythron (Kyrenaika)

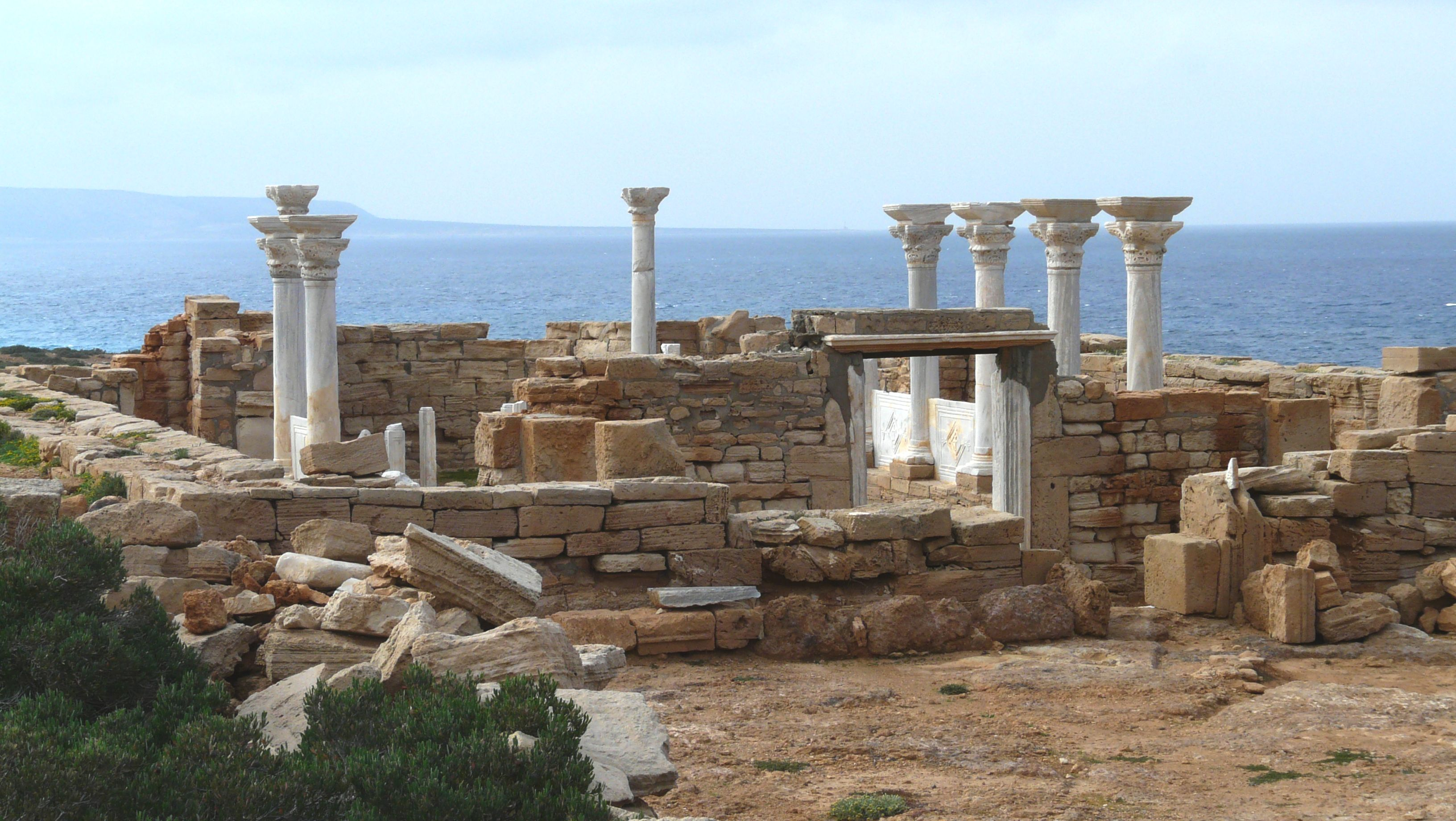
Die Reste der sogenannten westlichen Kirche

Erythron (altgriechisch Ἐρυθρόν) war eine antike Stadt in der Kyrenaika im heutigen Libyen. 
Der Ort wird bei verschiedenen antiken Autoren (z. B. Claudius Ptolemäus: Geographika 4, 4, 3) erwähnt und kann mit dem heutigen El Atrun identifiziert werden. Erythron liegt dicht am Meer, etwa 20 Kilometer östlich von Apollonia. Es ist unsicher, wann die Stadt gegründet wurde, doch gibt es keine eindeutigen Funde aus vorrömischer Zeit. Es gibt auch keine vorrömischen Erwähnungen des Ortes. Vor allem in byzantinischer Zeit florierte die Stadt und kann wahrscheinlich nur für diese Zeit als Stadt bezeichnet werden. Es sind diverse Bischöfe bekannt und es konnten zwei reich ausgestattete Kirchen ausgegraben werden.